# Ralf zur Linde

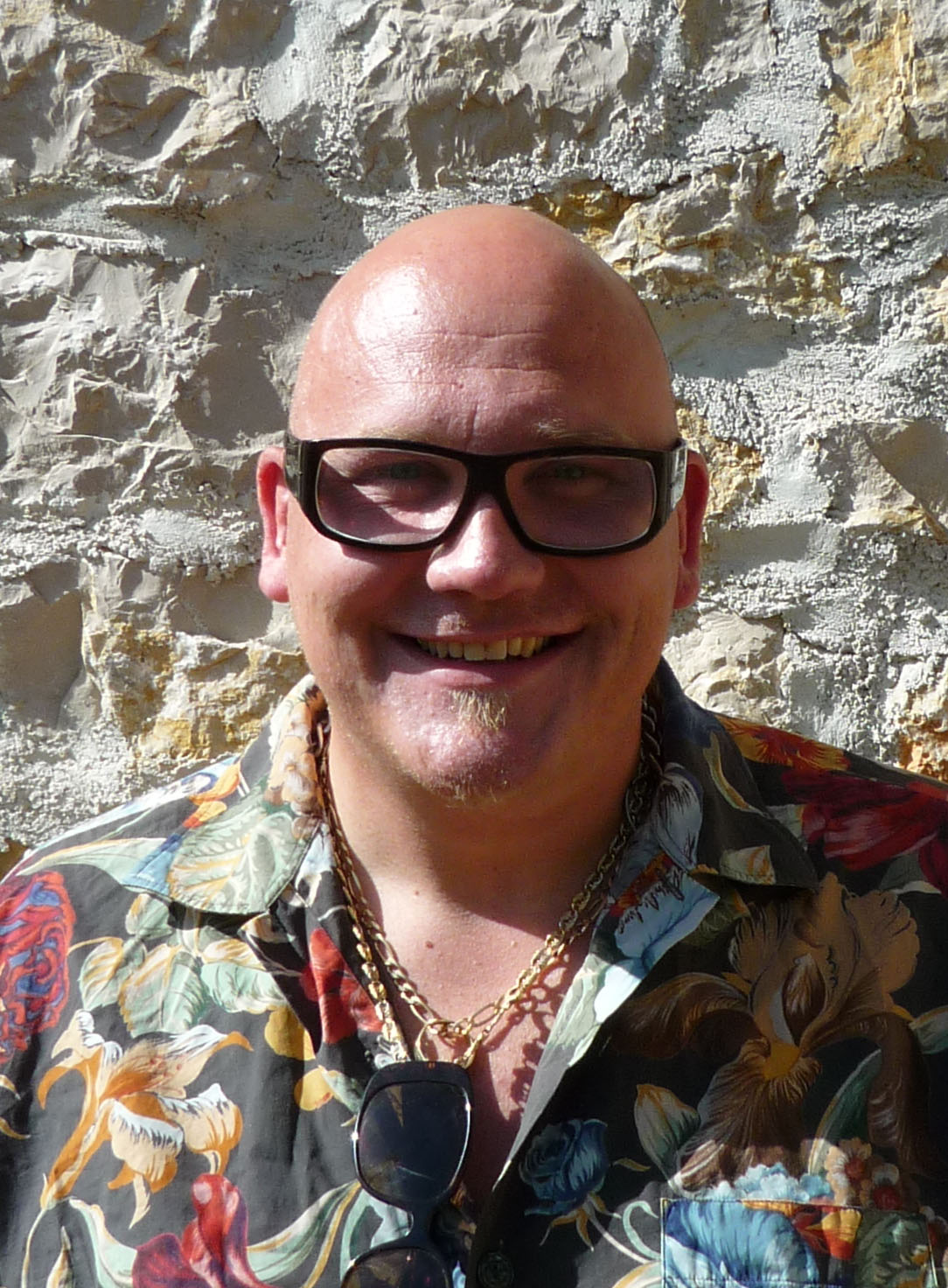
Ralf zur Linde

Ralf zur Linde (* 19. November 1969 in Bad Wildungen, Hessen) ist ein deutscher Programmierer, Unternehmer, Musiker und Spieleautor.

## Leben
Zur Linde interessierte sich nach eigenen Aussagen schon früh für Brett- und Kartenspiele aller Art. Er studierte Mathematik in Bielefeld, wo er sich auch mit Spieltheorie beschäftigte. Angeregt durch das Zwei-Personen-Spiel Geister von Alex Randolph entstand zur Lindes erstes eigenes Spiel, Marino, das Anfang der 1990er Jahreveröffentlicht wurde. Zur Linde arbeitete nach dem Studium als verbeamteter Grundschullehrer für Mathematik und Deutsch in Nordrhein-Westfalen. Damals begann er, die Lernwerkstatt Grundschule zu programmieren, eine proprietäre digitale Lernumgebung für Kinder, die auch das Logikspiel Pushy enthält. Zur Linde arbeitete auch in der Lehrerausbildung an der Uni Bielefeld. Der finanzielle Erfolg der Lernwerkstatt ermöglichte es dem Autor in den 2000er Jahren, den Lehrerberuf aufzugeben, sich eine Finca auf Mallorca zu kaufen und diese zu vermieten. Ab 2008 baute zur Linde auf der Insel als geschäftsführender Gesellschafter den Ferienhausanbieter Fincallorca auf, der sich zum größten Anbieter für Ferienfincas auf Mallorca entwickelte. 2019 verkaufte er das Unternehmen, um sich auf die Spieleentwicklung zu konzentrieren. Seit 2025 betreibt zur Linde mit ralfsfincas.de eine neue Ferienhaus-Website. Stand 2025 hat zur Linde rund 40 Gesellschaftsspiele veröffentlicht und gehört (mit bis zu neun Neuerscheinungen pro Jahr) zu einem der produktivsten deutschsprachigen Spieleautoren der Gegenwart. Einige seiner Spiele sind Weiterentwicklungen von Spieleklassikern: So basiert Hit auf Mensch ärgere Dich nicht, Oh No! auf Uno oder Keksekästchen auf Käsekästchen. Zur Linde dazu:  "[Es ist] in der Regel einfacher [...], ein existierendes Spiel ein wenig zu adaptieren oder sogar zwei existierende Spiele in einer Art mechanischer Kernschmelze miteinander zu verheiraten". Der Autor ist darüber hinaus Mitglied der A-capella-Doo-Wop-Band The Crystalairs, die über 10 Alben veröffentlicht hat. Er lebt vegan, ist verheiratet und hat einen Sohn.

## Erfolge
2004 wurde die Lernwerkstatt Grundschule mit dem Deutschen Bildungssoftware Preis ausgezeichnet. Finca wurde 2009 für den Titel Spiel des Jahres nominiert und erreichte bei der Wahl zum Deutschen Spielepreis 2009 einen Platz in den Top 10. Später wurde Finca Spiel des Jahres in Finnland. Ebenfalls 2009 wurde Pushy auch auf dem iPhone veröffentlicht und war einige Zeit lang das meistverkaufte Spiel im deutschen App Store. Mit Eselsbrücke gelang zur Linde 2012 erneut eine Nominierung zum Spiel des Jahres. Animals on Board, Dizzle und Schätz it if you can wurden 2016, 2019 und 2024 auf die Empfehlungsliste zum Spiel des Jahres aufgenommen.

## Ludographie (Auswahl)
Nach Jahren, innerhalb eines Jahres alphabetisch
- Marino, mit Michael Hageböck (VSK-Erwachsenenspiele, 1992)
- Zankapfel (VSK-Erwachsenenspiele, 1993)
- Tahiti, mit Ralf E. Kahlert (Franjos, 1995)
- Pushy (Medienwerkstatt Mühlacker, 1999)
- Pushy Bros. (Medienwerkstatt Mühlacker, 2002)
- Pushy Island (Medienwerkstatt Mühlacker, 2005)
- Pushy für iPhone, iPod Touch und iPad (Medienwerkstatt Mühlacker, 2009)
- Finca, mit Wolfgang Sentker (Hans im Glück, 2009)
- Pushy Castle (Medienwerkstatt Mühlacker, 2010)
- Ranking, mit Stefan Dorra (Hans im Glück, 2010)
- Eselsbrücke, mit Stefan Dorra (Schmidt Spiele, 2011)
- Pergamon, mit Stefan Dorra (Eggertspiele, 2011)
- Milestones, mit Stefan Dorra (Eggertspiele, 2012)
- Blöder Sack (Kosmos, 2014)
- Stichling (Ravensburger, 2015)
- Gum Gum Machine, mit Stefan Dorra (HUCH! & friends, 2015)
- Animals on Board, mit Wolfgang Sentker (Eggertspiele, 2016)
- Meduris, mit Stefan Dorra (Haba, 2017)
- Finca – El Razul, mit Wolfgang Sentker (Franjos, 2018)
- Dizzle (Schmidt Spiele, 2018)
  - Dizzle – Erweiterung Level 5-8, (Schmidt Spiele, 2019)
- Less is More (Ravensburger, 2021, Spin Master 2022)
- Zero Hero, mit Klaus-Jürgen Wrede (Piatnik, 2023)
- Triqueta, mit Stefan Dorra (Deep Print Games, 2023)
- Schätz it if you can (Moses, 2023)
- Avanti, mit Stefan Dorra (Ravensburger, 2024)
- Der achtsame Tiger, mit Klaus-Jürgen Wrede (Kosmos, 2024)
- Fast Factory (Haba, 2024)
- Hit (Ravensburger, 2024)
- Loot (Skellig Games, 2024)
- MFG, mit Stefan Dorra (Schmidt Spiele, 2024)
- Miezekatze, mit Jens Merkl (Edition Spielwiese, 2024)
- Oh No! (Moses, 2024)
- Upcake, mit Klaus-Jürgen Wrede (Piatnik, 2024)
- Brilliant (Ravensburger, 2025)
- Coloro (Helvetiq, 2025)
- Keksekästchen (Ravensburger, 2025)
- Komm zum Punkt, mit Klaus-Jürgen Wrede (Denkriesen, 2025)
- Pura Vida, mit Carsten Rohlfs (Piatnik, 2025)